# Tony Arins
Anthony Francis „Tony“ Arins (* 26. Oktober 1958 in Chesterfield) ist ein ehemaliger englischer Fußballspieler.

## Karriere
Arins kam 16-jährig als Apprentice (dt. Auszubildender) zum FC Burnley und erhielt im Sommer 1976 einen Profivertrag. Nach zwei weiteren Jahren in den Reserveteams debütierte er kurz nach seinem 20. Geburtstag im November 1978 bei einem 5:3-Sieg im Zweitligaspiel gegen den FC Fulham. Er profitierte dabei von der Verletzung des etatmäßigen rechten Außenverteidigers Derek Scott. Da dieser länger ausfiel, folgten neben mehreren weiteren Ligaauftritten auch Einsätze in den beiden Finalpartien um den Anglo-Scottish Cup 1978/79, der in der Addition mit 4:2 gegen Oldham Athletic gewonnen wurde.
In der Zweitligasaison 1979/80 bestritt Arins 22 Ligaspiele und erzielte auch zwei Tore, das Team befand sich aber die gesamte Saison über im Abstiegskampf und verpasste den Klassenerhalt letztlich deutlich. Burnley-Trainer Brian Miller entschied sich nach dem Abstieg gegen eine Weiterverpflichtung von Arins, der den Verein damit nach 32 Pflichtspielen verlassen musste. Arins und sein Burnley-Mannschaftskollege Marshall Burke kamen in der Saisonpause überraschend beim Erstligisten Leeds United unter. Ex-Burnley-Trainer Jimmy Adamson hatte die beiden ablösefrei verpflichtet. Allerdings erwies sich für das Duo der Sprung als zu groß. Adamson wurde bereits wenige Monate nach der Verpflichtung entlassen und während Burke den Klub ohne Pflichtspieleinsatz wieder verließ, blieb Arins auf einen halbstündigen Erstligaauftritt im September 1981 bei einer 1:2-Niederlage gegen Ipswich Town als Einwechselspieler für Brian Greenhoff limitiert.
Im November 1981 wurde er kurzzeitig an den Viertligisten Scunthorpe United verliehen, im Februar 1982 wurde ihm schließlich eine ablösefreier Wechsel gestattet und Arins spielte bis Saisonende erneut für Scunthorpe. Der Klub belegte am Saisonende den vorletzten Tabellenplatz und Arins’ Vertrag wurde nach 20 Saisonauftritten nicht verlängert. Dieser entschied sich daraufhin mit 23 Jahren zur Beendigung seiner Profilaufbahn und trat in den Polizeidienst ein. Dort war er noch mehrere Jahre fußballerisch aktiv, 1987 gewann er mit seiner Mannschaft Nottinghamshire Police als Kapitän die Meisterschaft der lokalen Amateurspielklasse Notts Alliance und den zugehörigen Pokalwettbewerb. Im Team befanden sich neben Arins mit Garry Dulson, Charlie Bell, Glen Chambers und Anton Lambert mehrere frühere Fußballprofis.